# Saryaghach
 Saryaghach (kazakh : Сарыағаш) est une ville de la région du Kazakhstan-Méridional au Kazakhstan,

## Présentation
La ville se trouve près de la frontière entre le Kazakhstan et l'Ouzbékistan.
Elle se situe à 15 km de Tachkent, la capitale de l'Ouzbékistan.

### Évolution démographique
Depuis 1959, son évolution démographique a été la suivante:
| Année      | Population 1959 | Population 1970 | Population 1979 | Population 1989, | Population 1999 | Population 2009 | Population 2012 |
| ---------- | --------------- | --------------- | --------------- | ---------------- | --------------- | --------------- | --------------- |
| Population | 7 842           | 18 740          | 22 228          | 28 739           | 25 914          | 38 848          | 40 599          |